# NGC 218
NGC 218은 태양에서 약 5억 광년 떨어져 있으며, 안드로메다자리에 위치한 나선 은하이다. 1876년 10월 17일, 프랑스인 천문학자 에드워드 스테판에 의해 발견되었다. 이 은하는 PGC 2726과 상호 작용하고 있다.

## 같이 보기
- 나선은하
- NGC 1 ~ 999 목록
- 안드로메다자리